# Оттер, Фредрик
Фрайхерр Фредрик Вильгельм фон Оттер (швед. Fredrik von Otter; 11 апреля 1833, Вестергётланд — 9 марта 1910, Карлскруна) — шведский политический, военный и государственный деятель, премьер-министр Швеции (1900-1902). Адмирал.

## Биография
Родился в богатой, аристократической семье. Его отец был военным в чине подполковника.
В возрасте 17 лет поступил на службу в шведский королевский флот в чине второго лейтенанта. В связи с тем, он долгое время оставался без продвижения по службу, в 1857 году перешёл в Королевский военно-морской флот Великобритании, где служил по 1861 год. Участвовал в походах против пиратов в Южно-Китайском море. За проявленную храбрость был отмечен медалью.
В 1868 году в качестве командира корабля «София» принял участие в одной из экспедиций Норденшёльда к Северному полюсу. В 1869 году служил вторым капитаном корвета «Жозефина» во время его экспедиции на Азорские острова и в Северную Америку. В 1871 году был командиром канонерской лодки "Ингегерд" во время экспедиции в Море Баффина, чтобы забрать с западного побережья Гренландии, так называемый, Норденскильский железный метеорит весом около 25 тонн. Позже получил звание коммандера и стал адъютантом наследного принца Оскара, герцога Остергётландского (будущего короля Оскара II), и после его вступления на трон в 1873 году, оставался на том же посту.
Затем он был назначен управляющим верфи на военно-морской станции в Карлскруна. Заседал в ряде королевских комитетов.
В 1874 году после присвоения звания капитана 1-го ранга был назначен министром по морским делам Швеции (до 1880 года). Позже занимал пост директора морской верфи в Карлскроне. В 1884 году получил чин коммодора, в 1892 году — вице-адмирала, в 1900 году стал адмиралом .
Независимый политик. Член Первой палаты (1891—1899), второй палаты (1900—1902) и вновь первой палаты (1902—1905) рикстага Швеции. Считался протекционистом, хотя придерживался умеренных взглядов.
С 1900 года по 1902 год занимал должность премьер-министра Швеции. Будучи премьер-министром, отвечал за проведение реформы военной службы и окончательную отмену системы распределения, введенную ещё при Карле XI более 200 лет назад. В связи с новой военной организацией была внедрена прогрессивная система налогообложения.
В 1874 году он стал действительным членом Шведской Королевской Академии военных наук и Королевское Военно-Морского общества (1865).
Последние годы жизни провёл управляя своим имением.

## Награды и звания
Шведские:
- Орденом Серафимов (1900)
- Большой крест с цепью ордена Меча (1887)
- Рыцарь ордена Полярной звезды (1868)
- Юбилейная медаль короля Оскара II (1897)
- Золотая медаль Иллис Кворум (1900)
- Памятный знак в честь Золотой свадьбы короля Оскара II и Королевы Софии (1907)

Иностранные:
- Командор ордена Церингенского льва княжества Баден (1881)
- Большой крест с бриллиантом датского ордена Данеброг (1898)
- Большой крест норвежского ордена Святого Олафа (1889)
- Большой крест Императорского австрийского ордена Франца Иосифа (1890)
- Большой крест ордена Святого Карла (Монако, 1884)
- Большой крест Ависского ордена (Португалия, 1886)
- Кавалер французского ордена Почётного легиона (1877)
- Офицер ордена Короны Италии (1870)
- Командор ордена Сантьяго (Португалия, 1873)
- Рыцарь первого класса прусского ордена Короны (1895)
- Рыцарь первого класса российского ордена Святой Анны (1892)
- Кавалер Орден Славы четвертого класса (Тунис, 1865)